# ماريو إيبانيز
ماريو إيبانيز (بالإسبانية: Mario Ibáñez)‏ هو لاعب كرة قدم تشيلي في مركز حراسة المرمى، ولد في القرن العشرين في فالبارايسو في تشيلي، وتوفي في 25 نوفمبر 2004. لعب مع نادي أونيفرسيداد دي تشيلي.